# Coppa Mitropa 1964
La Coppa Mitropa 1964 fu la 24ª edizione del torneo e venne vinta dai cecoslovacchi dello Spartak Sokolovo Praha, al terzo titolo nella competizione.

## Partecipanti
| Nazione                   | Squadra                                  | Campionato                                                                     | Note                                       |
| ------------------------- | ---------------------------------------- | ------------------------------------------------------------------------------ | ------------------------------------------ |
| Cecoslovacchia (bandiera) | Slovan Bratislava Spartak Sokolovo Praha | Vicecampione di Cecoslovacchia 1963-64 6º campionato di Cecoslovacchia 1963-64 | Vincitrice Coppa di Cecoslovacchia 1963-64 |
| Italia (bandiera)         | Bologna                                  | Campione d'Italia 1963-64                                                      |                                            |
| Jugoslavia (bandiera)     | OFK Beograd Zeljeznicar Sarajevo         | Vicecampione di Jugoslavia 1963-64 6º campionato di Jugoslavia 1963-64         |                                            |
| Ungheria (bandiera)       | Vasas MTK                                | 5º campionato d'Ungheria 1963 7º campionato d'Ungheria 1963                    | Vincitrice Coppa Mitropa 1963              |
| Austria (bandiera)        | Linzer ASK                               | 3º campionato d'Austria 1963-64                                                |                                            |

## Torneo

### Quarti di finale
Gare giocate tra il 3 e il 20 giugno
| Squadra 1              | Totale | Squadra 2         | Andata | Ritorno |
| ---------------------- | ------ | ----------------- | ------ | ------- |
| Spartak Sokolovo Praha | 4 - 2  | MTK               | 1 - 1  | 3 - 1   |
| Zeljeznicar Sarajevo   | 2 - 4  | Slovan Bratislava | 2 - 1  | 0 - 3   |
| Vasas                  | 4 - 2  | Linzer ASK        | 3 - 1  | 1 - 1   |
| Bologna                | 3 - 2  | OFK Beograd       | 1 - 0  | 2 - 2   |

### Semifinali
Gare giocate il 24 giugno e 1º luglio
| Squadra 1         | Totale | Squadra 2              | Andata | Ritorno |
| ----------------- | ------ | ---------------------- | ------ | ------- |
| Slovan Bratislava | 3 - 1  | Vasas                  | 1 - 1  | 2 - 0   |
| Bologna           | 2 - 5  | Spartak Sokolovo Praha | 2 - 2  | 0 - 3   |

### Finale
| Squadra 1         | Totale | Squadra 2              | Andata | Ritorno |
| ----------------- | ------ | ---------------------- | ------ | ------- |
| Slovan Bratislava | 0 - 2  | Spartak Sokolovo Praha | 0 - 0  | 0 - 2   |

## Classifica marcatori
|  | Gol | Marcatore        | Squadra                |
|  | --- | ---------------- | ---------------------- |
|  | 7   | Václav Mašek     | Spartak Sokolovo Praha |
|  | 2   | Vladimir Pisarik | Slovan Bratislava      |
|  | 2   | bling            | Linzer ASK             |
|  | 2   | Sidio Corradi    | Bologna                |
|  | 2   | János Farkas     | Vasas                  |
|  | 2   | Pantani          | Bologna                |
|  | 2   | Lajos Puskás     | Vasas                  |
|  |     |                  |                        |